# Metrosideros rotundifolia
Metrosideros rotundifolia är en myrtenväxtart som beskrevs av J.W.Dawson. Metrosideros rotundifolia ingår i släktet Metrosideros och familjen myrtenväxter.
Artens utbredningsområde är Nya Kaledonien. Inga underarter finns listade i Catalogue of Life.